# Block-Heads
Block-Heads is een lange film van Laurel en Hardy uit 1938.

## Verhaal
Stan is na het einde van de Eerste Wereldoorlog twintig jaar in zijn loopgraaf gebleven zonder dat hij doorhad dat de oorlog was afgelopen. Terug in Amerika belandt hij in het soldatentehuis waar Ollie hem komt opzoeken en bij hem thuis uitnodigt. Nadat Stan Olivers garage vakkundig geruïneerd heeft lopen ze trap op naar Olivers appartement. Zijn vrouw ziet het niet zitten om voor Stan te gaan koken, maakt ruzie en gaat ervandoor. De overbuurvrouw helpt een handje mee met het huishouden maar krijgt een vlek op haar kleren en trekt Olivers (enorme) pyjama als schone kledij aan. De jaloerse en schietgrage overbuurman komt hierachter en achtervolgt Stan en Ollie met een geweer.

## Rolverdeling
| Acteur          | Personage            |
| --------------- | -------------------- |
| Stan Laurel     | Stan                 |
| Oliver Hardy    | Ollie                |
| Patricia Ellis  | Mrs. 'Toots' Gilbert |
| Minna Gombell   | Mrs. Hardy           |
| Billy Gilbert   | Mr. Gilbert          |
| James Finlayson | Finn                 |
| Zeffie Tilbury  | Weduwe aan trap      |
| Harry Anderson  | Portier              |
| Mike Behegan    | Hoornblazer          |
| Patsy Moran     | Lulu                 |
| James C. Morton | James                |
| Karl Slover     | Midget               |
| Chill Wills     | Midget (stem)        |
| Tommy Bond      | Buurjongen           |
| Ed Brandenburg  | Voetganger           |
| Tex Driscoll    | Bebaarde veteraan    |
| Jean Del Val    | Franse vliegenier    |